# マッキ M.16

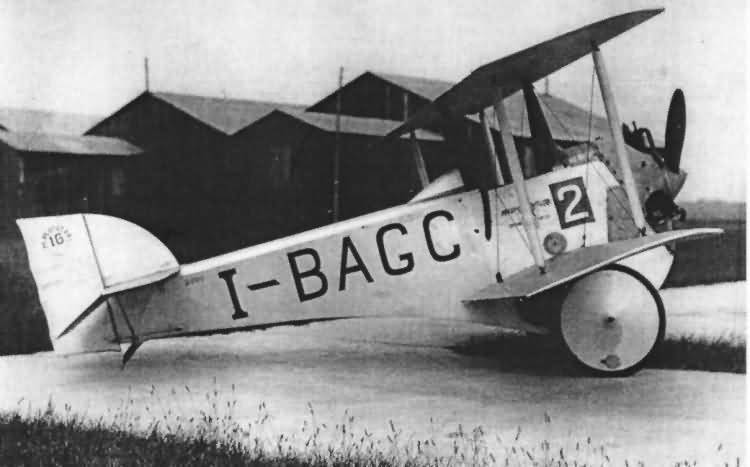
マッキ M.16

マッキ M.16（Macchi M.16）は、1919年にイタリアで作られた単座のスポーツ機である。少数機が生産され、複座の練習機マッキ M.20と同時に開発された。
マッキはニューポールとの合弁会社、マッキ＝ニューポールを設立しイタリア空軍向けの軍用機の受注を狙ったが、その目的を達する前に第一次世界大戦が終了し、民間機の需要を狙って新しい機体の開発が行われた。軽量で運用コストが低く、未整備の飛行場で使える機体が目指された。アレサンドロ・トニーニ（Alessandro Tonini）の設計で複座のマッキ M.20と並行して開発された。
全木製の構造で羽布張りで当時の一般的な構造であったが矩形断面の胴体が縦長で下翼の下にバルジが設けられているのと簡単なサスペンションがつけられた大径の主脚が特徴であった。エンジンは低出力のアンザニ・エンジンなどが装着された。スポーツ機として成功し、1920年に3,770mの高度記録を記録し、翌年、競技会で優勝した。
民間向け以外に、アメリカ海軍が連絡機として評価用に3機を購入した。

## 派生型
- M.16 - アンザニ30-35hpエンジン装着
- M.16idro
- M.16G - ABC Gnat II 水平対向エンジン 40 hp装着

## 仕様
- 乗員： 1 名
- 全長： 4.43 m
- 全幅： 6.00 m
- 全高： 2.12 m
- 空虚重量： 160 kg
- 総重量： 270 kg
- エンジン： アンザニ空冷星型エンジン 30 hp × 1 基
- 最高速度：165 km/h
- 航続距離：140 km